# Markus Glasauer
Markus Glasauer (* 2. Januar 1975 in Heidelberg) ist ein deutscher Basketballspieler und -trainer. Er errang in den 80er- und 90er-Jahren drei deutsche Basketball-Meistertitel in der Jugend, absolvierte 36 Länderspiele für die deutsche U16-Basketballnationalmannschaft, wurde 1994 in Chicago (USA) in eine „Jugend-Weltauswahl“ berufen und spielte neun Saisons in der 2. Basketball Bundesliga Süd. Nach seinem Karriereende als Spieler und einer längeren Basketball-Pause fungiert er seit 2022 als Basketball-Jugendtrainer im Rhein-Neckar-Raum und gibt dort seine langjährigen Erfahrungen im Basketball-Leistungssport an den Nachwuchs weiter.

## Aktive Laufbahn
Markus Glasauer entstammt einer Sportlerfamilie, deren sechs Mitglieder alle eine deutsche Nationalmannschaftskarriere aufweisen – Vater Günter und Mutter Waltraud in der Leichtathletik, die Kinder Thomas (geb. 1972), Markus, Carola (geb. 1982) und Andrea (geb. 1983) im Basketball. Sein Vater war deutscher Olympiateilnehmer 1972 im Speerwurf und spielte von 1974 bis 1977 in der Basketball-Bundesliga für den mehrfachen deutschen Basketball-Meister USC Heidelberg. Seine Mutter gehörte zwischen 1971 und 1979 zu den deutschen Spitzen-Speerwerferinnen.
Mit sieben Jahren begann Markus Glasauer seine sportliche Laufbahn in der Leichtathletikabteilung des TSV Speyer. Im Laufe von vier Jahren wurde er mehrfach Pfalzmeister im leichtathletischen Dreikampf und verbesserte sowohl im Schlagballweitwurf als auch im Dreikampf und im 1000-Meter-Lauf den damaligen Vereinsrekord. 1985 war er Mitglied der 4-mal-50-Meter-Staffel des TSV Speyer, die einen neuen Pfalzrekord aufstellte.
Ab 1983 widmete sich Glasauer dem Basketball. Die sportlichen Grundlagen erwarb er sich von seinem Vater Günter, der jahrelang die Basketballgeschicke beim TSV Speyer lenkte. In der Basketball-Abteilung des TSV Speyer trat Markus Glasauer zu Anfang als Mini und später in allen vier Jugend-Klassen an (D-Jugend bis A-Jugend / U13 bis U19). Er fungierte dabei nahezu durchgehend als Mannschaftskapitän in seinen Teams und errang zwei deutsche Meistertitel im Vereinsbasketball (C-Jugend 1987 in Köln und C-Jugend 1990 in Speyer) sowie drei süddeutsche Meisterschaften. Nach dem Sieg des deutschen C-Jugend-Finales (U16) 1990 gegen die Mannschaft des TuS Lichterfelde Berlin wurde Glasauer neben dem Titel des besten Korbschützen (36 Punkte) auch der Titel des MVP („Most Valuable Player“) verliehen. Im schulischen Wettkampf „Jugend trainiert für Olympia“ holte er 1991 mit der WK-1-Mannschaft des Friedrich-Magnus-Schwerd-Gymnasiums in Speyer den deutschen Schul-Meistertitel in Berlin.
Im Jahr 1990 wurde Glasauer zudem deutscher Vizemeister der Schulen in der Altersklasse WK-3 und 1991 zweimal deutscher Vizemeister sowohl im Vereinswettbewerb der B-Jugend als auch beim Bundesjugendlager der Länderauswahlmannschaften der Bundesrepublik Deutschland mit dem Team aus Rheinland-Pfalz.

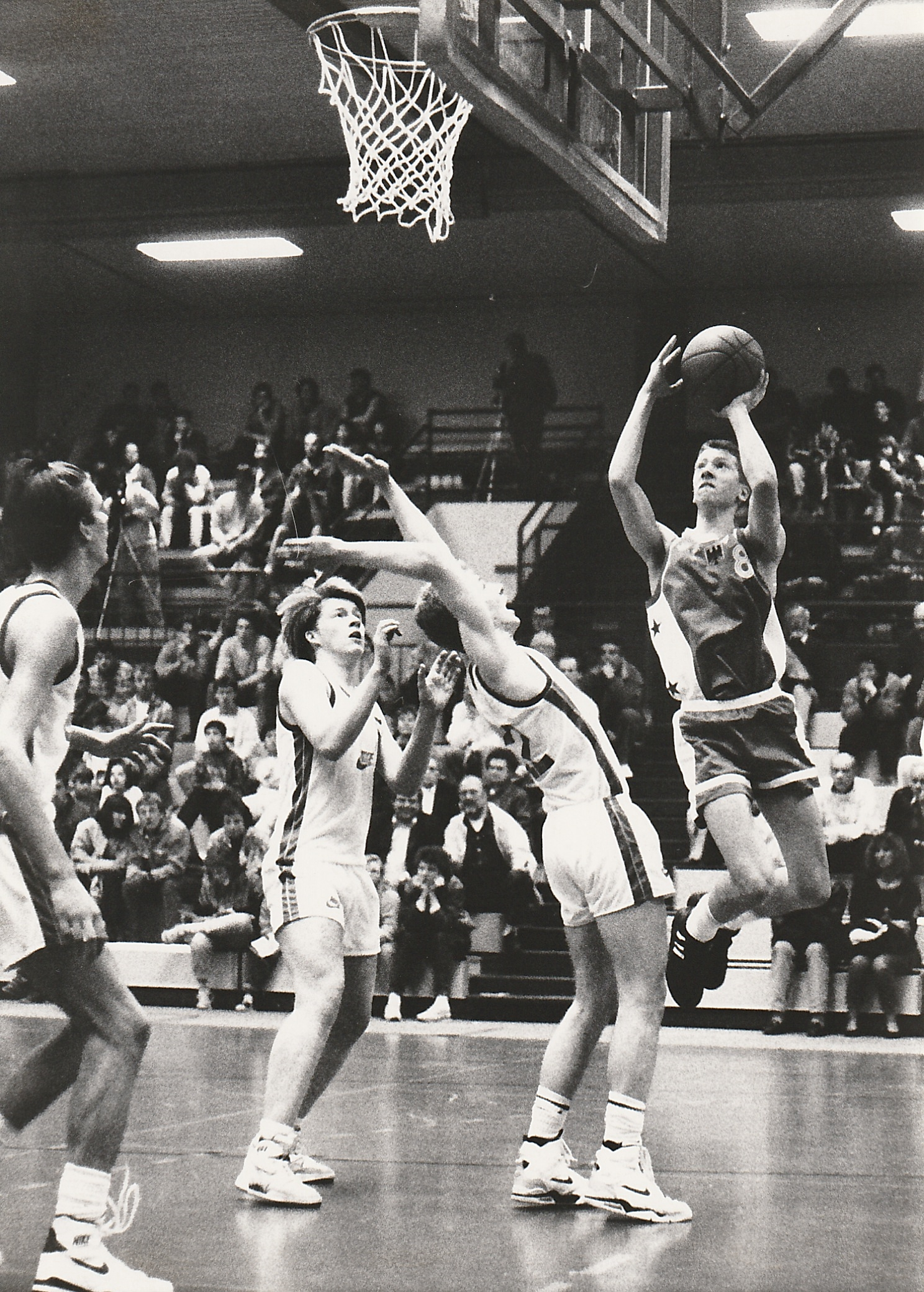
Länderspiel gegen Island (1991)

1990 nominierte der deutsche Basketball Bund Glasauer erstmals in den Kader der deutschen Kadetten-Nationalmannschaft (Jahrgang 1974/75). Dort absolvierte er 36 Länderspiele, gewann 1991 das EM-Qualifikationsturnier in Speyer (Deutschland) und kam mit seinem Nationalteam bei der Europameisterschaft der Kadetten 1991 (U16) in Griechenland auf den siebten Platz.
Von 1993 bis 1994 war Glasauer Mitglied des deutschen U20-Nationalkaders.
Nach einem Halbjahr als Spieler der kalifornischen Basketballmannschaft der Torrey Pines Highschool San Diego (unter anderem mit Team-Kollege Scot Pollard) wurde Glasauer 1992 im Alter von 17 Jahren in den Kader der ersten Herrenmannschaft des TSV Speyer aufgenommen, die damals in der 2. Bundesliga Süd spielt. Dort spielte er acht aufeinander folgende Saisons in der 2. Basketball-Bundesliga Süd. In der Saison 1995/96 fungierte er als Mannschaftskapitän seines Teams und errang mit diesem unter dem bosnischen Spitzentrainer Miroslav Ragg den Meistertitel der Basketball-Bundesliga Süd (42:6 Punkte). In der darauffolgenden Relegationsrunde (entspricht heute den Bundesliga ProA Playoffs) wurde der Aufstieg in die erste Basketball-Bundesliga verfehlt. Neben dem normalen Ligenbetrieb nahm Glasauer zweimal an der Endrunde des DBB-Pokals teil. In der Saison 1993/94 trat er in heimischer Halle gegen den deutschen Rekord-Meister TSV Bayer 04 Leverkusen und im Oktober 1998 gegen den Erstligisten TTL UniVersa Bamberg an.
Als außerordentliche Erfahrung und besondere Ehre erhielt Glasauer im Frühjahr 1994 als einziger Deutscher die Einladung zu einem bis dato neuen Basketball-Event. Das Ereignis mit dem Namen „Father Liberty Game 1994“ wurde als Aufruf für Frieden und Freiheit im Zuge der damaligen Geschehnisse in Europa vom Veranstalter „HOOPLA Sports“ (Chicago) ins Leben gerufen. Hierbei stellten sich Basketball-Ausnahmetalente einer internationalen „Weltauswahl“ im Alter von 18 bis 20 Jahren einer US-Auswahl im sportlich-fairen Wettkampf. Glasauer traf am 18. Juni 1994 in der DePaul Alumni Hall in Chicago (USA) als Mitglied der Weltauswahl „Nations United For Piece“ unter Head Coach Zoran Zupcevic (damaliger bosnischer Junioren-Nationaltrainer) auf die Auswahl „Team Liberty USA“. Glasauer und die Weltauswahl verloren in einem ausgeglichenen Spiel. Bei einer Einsatzzeit von 20 Minuten erzielte er sieben Punkte.

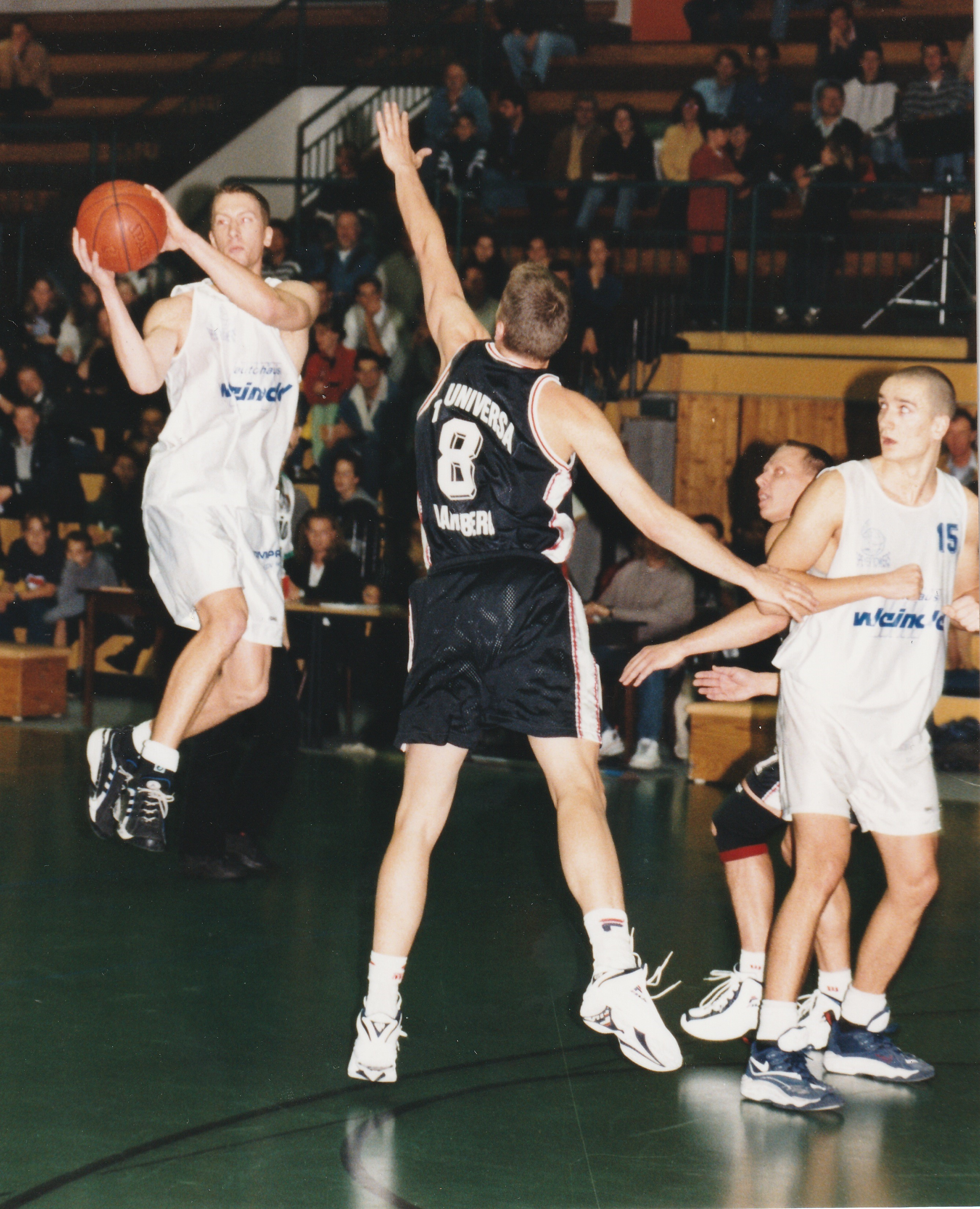
Pokalspiel gegen TTL Bamberg (1998)

Nach mehreren gesundheitlichen Problemen verließ Glasauer mit Abschluss der Saison 1998/99 den TSV Speyer und wechselte zum Regionalligisten TG Landshut (Bayern). Ein Jahr später trat er im Sommer 2000 dem Team von KuSG Leimen (Baden-Württemberg) bei, mit der er in der Saison 2001/02 Regionalliga-Meister Südwest wurde.
Nach einer weiteren Saison in der 2. Basketball-Bundesliga Süd (2002/03) entschied sich Glasauer im Alter von 28 Jahren aus persönlichen Gründen seine aktive Laufbahn zu beenden.
Nach 20-jähriger Basketballpause betrat Glasauer das Spielfeld erneut – diesmal im Trikot der Seniorenmannschaft der TSG Tigers Wiesloch (Baden-Württemberg) – und bestritt zweimal die deutschen Meisterschaften der Altersklasse Ü45 (2022 und 2023).

## Trainerlaufbahn
Seit 1996 verfügt Glasauer über eine C-Trainerlizenz. Aktiv betreut er seit 2022 eine Jugendmannschaft bei der TSG Wiesloch und seit 2024 das U18-Team der SG Heidelberg-Kirchheim (Baden-Württemberg).

## Sonstiges
Beruflich betätigt sich der studierte Wirtschaftsingenieur als Qualitätsverantwortlicher und Entwickler in einem Softwareunternehmen in Walldorf.
Privat lebt Glasauer mit seiner Frau Patricia und seinen beiden Söhnen Mike und Tim in einem kleinen Weinort im Kraichgau.